# Liste de modifications de fuseaux horaires
 (août 2022).
Si vous disposez d'ouvrages ou d'articles de référence ou si vous connaissez des sites web de qualité traitant du thème abordé ici, merci de compléter l'article en donnant les références utiles à sa vérifiabilité et en les liant à la section « Notes et références ».
Cet article recense les modifications apportées aux fuseaux horaires depuis leur création.

## Modifications

### Belgique
Le 1er mai 1892, l’heure en temps moyen du méridien de Greenwich (UTC±0) est établie par la loi du 29 avril 1892 comme heure légale en Belgique, remplaçant les heures moyennes locales. Adoptée dès 1942, pendant la Seconde Guerre mondiale, l’utilisation du fuseau horaire UTC+1 a été fixée par les arrêtés du Régent des 30 septembre 1946 et 15 septembre 1947,

### Chine
Les deux régions autonomes occidentales de Chine, le Xinjiang et le Tibet, étaient situées dans le fuseau horaire UTC+6 entre 1912 et 1949 et furent déplacées alors vers le fuseau horaire UTC+8.

### Corée du Nord
La Corée du Nord repasse à son fuseau horaire d'origine le 15 août 2015, soit de UTC+9 à UTC+08:30.

### Espagne
L'Espagne, originellement située dans UTC±0, est passée en 1942 à UTC+1 car Francisco Franco souhaitait s'aligner sur l'heure de Berlin.
Un éventuel retour à UTC±0 est actuellement en débat dans le cadre de la rationalisation des horaires et d'une réforme plus générale des rythmes de travail.

### États-Unis
La totalité de l'Indiana située dans le fuseau horaire UTC-5 observe l'heure d'été depuis le 2 avril 2006.

### France
La France passe pendant la Seconde Guerre mondiale à l’heure allemande, suivant l'expression courante. Originellement la métropole est située dans UTC±0 et, depuis 1923, dans UTC+1 entre mars et octobre. À partir de juin 1940, les troupes d'invasion imposent leur heure, soit UTC+1 en hiver et UTC+2 en été. Cet usage est d'abord limité à la zone occupée. Puis le régime de Vichy le généralise à tout le territoire, par un décret du 16 février 1941, sur la proposition de la société des chemins de fer (SNCF). À sa libération pendant l'été 1945, la France repasse à UTC+1. Mais, au mois d'octobre suivant, l'heure d'hiver n'est pas appliquée, peut-être par souci d’économie, la France en pleine reconstruction ayant d'autres priorités. Le pays ne repassera plus à son horaire historique UTC±0 et reste à l'heure allemande l'hiver, mais pas l'été ; UTC+1 est maintenu tout au long des années jusqu'en 1976, date à laquelle l'heure d'été fait son retour avec UTC+2.

### Géorgie
La Géorgie est passée d'UTC+4 à UTC+3 le 27 juin 2004, puis de nouveau à UTC+4 le 27 mars 2005,.

### Kirghizstan
Le Kirghizstan a abandonné l'heure d'été le 12 août 2005 et est passé d'UTC+5 à UTC+6.

### Kiribati
Les îles Phœnix avancèrent d'UTC-11 à UTC+13 et les îles de la Ligne d'UTC-10 à UTC+14 en sautant le 31 décembre 1994. Par conséquent, le pays passe de l'autre côté de la ligne de changement de date pour vivre à la même date que ses principaux partenaires comme l'Australie et la Nouvelle-Zélande.

### Maroc
Le Maroc abandonne l'heure d'été et passe d'UTC+01:00 à UTC±00:00 en accord avec le décret royal no 455-67 du 2 juin 1967. En 2008, le Maroc repasse à l'heure d'été du 1er juin au 1er septembre, afin d'économiser de l'énergie, d'aligner les horaires avec les partenaires internationaux (en particulier l'Union européenne) et dans l'espoir d'augmenter le nombre de touristes et le prix des hydrocarbures. Puis le décret n° 126-12-2 du 18 avril 2012 avance l'heure légale d'une heure le dernier dimanche d'avril et la recule le dernier dimanche de septembre. Finalement en 2018, le décret n° 855-18-2 avance définitivement l'heure légale d'une heure. L'article deux du décret prévoit que ce changement d'heure peut être annulé pour une durée déterminée par le Premier ministre du Maroc. Cet article est utilisé généralement pour la période de ramadan. Le changement d'heure durant ce mois est critiqué par plusieurs personnes en raison de l'impact mental et physique, notamment pour les enfants. Le changement d'heure au moment de ramadan existait déjà dans l'ancien système. Cette démarche doit permettre de réduire la consommation d'électricité en gagnant une heure de lumière naturelle.

### Îles Marshall
Les atolls de Bikini, Eniwetok et Kwajalein dans les îles Marshall furent situés par le passé dans le fuseau horaire UTC-12. Kwajalein avança de 24 heures vers UTC+12 en sautant le 21 août 1993. Bikini et Eniwetok avancèrent probablement auparavant de façon similaire lorsque l'armée américaine les libéra de sa tutelle.

### Mexique
L'État de Chihuahua a adopté UTC−7 en 1998 avant de passer à UTC−6 en 2022.
L'État de Quintana Roo passe de UTC−6 à UTC−5 le 1er février 2015.
Le Mexique a abandonné définitivement le changement d'heure au niveau fédéral en octobre 2022. Les Etats qui l'appliquaient restent à l'heure d'hiver à part L'État de Chihuahua qui est resté définitivement à l'heure d'été. Les municipalités se trouvant sur la frontière nord du Mexique ont une dérogation pour continuer à appliquer le changement d'heure afin de rester alignées avec l'heure de l'autre côté de la frontière aux Etats-Unis.

### Namibie
La Namibie renonce à l'heure d'hiver à partir de 2017. Elle passe ainsi de UTC+1 à UTC+2, qui n'était jusqu'alors que son heure d'été.

### Népal
Avant 1986, le Népal était situé dans le fuseau horaire UTC+05:40. Il fut alors déplacé vers le fuseau UTC+05:45, le multiple d'un quart d'heure d'UTC le plus proche de l'heure locale de la capitale Katmandou (85° 19' E, soit 5 h 41 min 16 s de décalage avec Greenwich).

### Pays-Bas
L'heure d'Amsterdam, également appelée heure néerlandaise, était un fuseau horaire qui a existé aux Pays-Bas entre 1909 et 1940. Originellement située à GMT +0 h 19 min 32,13 s, elle fut simplifiée en GMT +0 h 20 le 17 mars 1937. Ainsi, lorsqu'il était midi à Amsterdam, il était 11 h 40 à Londres et 12 h 40 à Berlin. Lorsque les Pays-Bas furent occupés par l'Allemagne en 1940, l'heure de Berlin fut appliquée. Le fuseau horaire ne fut pas rétabli après la Seconde Guerre mondiale.

### Samoa
Les Samoa avancent d'UTC-11 à UTC+13 le 29 décembre 2011. Par conséquent, le pays passe de l'autre côté de la ligne de changement de date pour vivre à la même date que leurs principaux partenaires comme l'Australie et la Nouvelle-Zélande.

### Tokelau
Les Tokelau avancent d'UTC-10 à UTC+14 le 29 décembre 2011. Par conséquent, le pays passe de l'autre côté de la ligne de changement de date pour vivre à la même date que leurs principaux partenaires comme l'Australie et la Nouvelle-Zélande.

### Turquie
Jusqu'en 2016, la Turquie utilise UTC+2 en hiver et UTC+3 en été. En 2016, la décision de rester à UTC+3 toute l'année est prise.

### Ukraine
La Crimée annexée par la Russie, revendiquée par l'Ukraine, passe de UTC+2 à UTC+3 le 18 mars 2014.

### Venezuela
Le Venezuela utilise le fuseau horaire UTC−04:30, le seul pays à le faire, entre 1912 et 1965, puis entre le 9 décembre 2007 à 2 h 30 et le 1er mai 2016. Entre 1965 et 2007, puis depuis le 1er mai 2016, le Venezuela utilise le fuseau UTC−04:00.

### Résumé
| Territoire                           | Date             | Fuseau précédent | Fuseau suivant | Changement (heures) |
| ------------------------------------ | ---------------- | ---------------- | -------------- | ------------------- |
| Pays-Bas                             | 1940             | GMT+0:20         | GMT+1          | +00:40              |
| France                               | 1940             | GMT+0            | GMT+1          | +01:00              |
| Espagne                              | 1942             | GMT+0            | GMT+1          | +01:00              |
| Belgique                             | 1942             | GMT+0            | GMT+1          | +01:00              |
| Chine (Xinjiang, Tibet)              | 1949             | GMT+6            | GMT+8          | +02:00              |
| Népal                                | 1986             | UTC+5:40         | UTC+5:45       | +00:05              |
| Îles Marshall (Kwajalein)            | 22 août 1993     | UTC−12           | UTC+12         | +24:00              |
| Kiribati (îles de la Ligne)          | 1er janvier 1995 | UTC−10           | UTC+14         | +24:00              |
| Kiribati (îles Phœnix)               | 1er janvier 1995 | UTC−11           | UTC+13         | +24:00              |
| Maroc                                | 1956             | UTC±0            | UTC+1          | +01:00              |
| Mexique (Chihuahua)                  | 1998             | UTC−6            | UTC−7          | −01:00              |
| Géorgie                              | 27 juin 2004     | UTC+4            | UTC+3          | −01:00              |
| Géorgie                              | 27 mars 2005     | UTC+3            | UTC+4          | +01:00              |
| Venezuela                            | 9 décembre 2007  | UTC−4            | UTC−4:30       | −00:30              |
| Venezuela                            | 1er mai 2016     | UTC−4:30         | UTC−4          | +00:30              |
| Tokelau                              | 31 décembre 2011 | UTC−10           | UTC+14         | +24:00              |
| Samoa                                | 31 décembre 2011 | UTC−11           | UTC+13         | +24:00              |
| Ukraine/Crimée annexée par la Russie | 18 mars 2014     | UTC+2            | UTC+3          | +01:00              |
| Mexique (Quintana Roo)               | 1er février 2015 | UTC−6            | UTC−5          | +01:00              |
| Corée du Nord                        | 15 août 2015     | UTC+9            | UTC+8:30       | −00:30              |
| Namibie                              | 3 septembre 2017 | UTC+1            | UTC+2          | +01:00              |